# Malinche

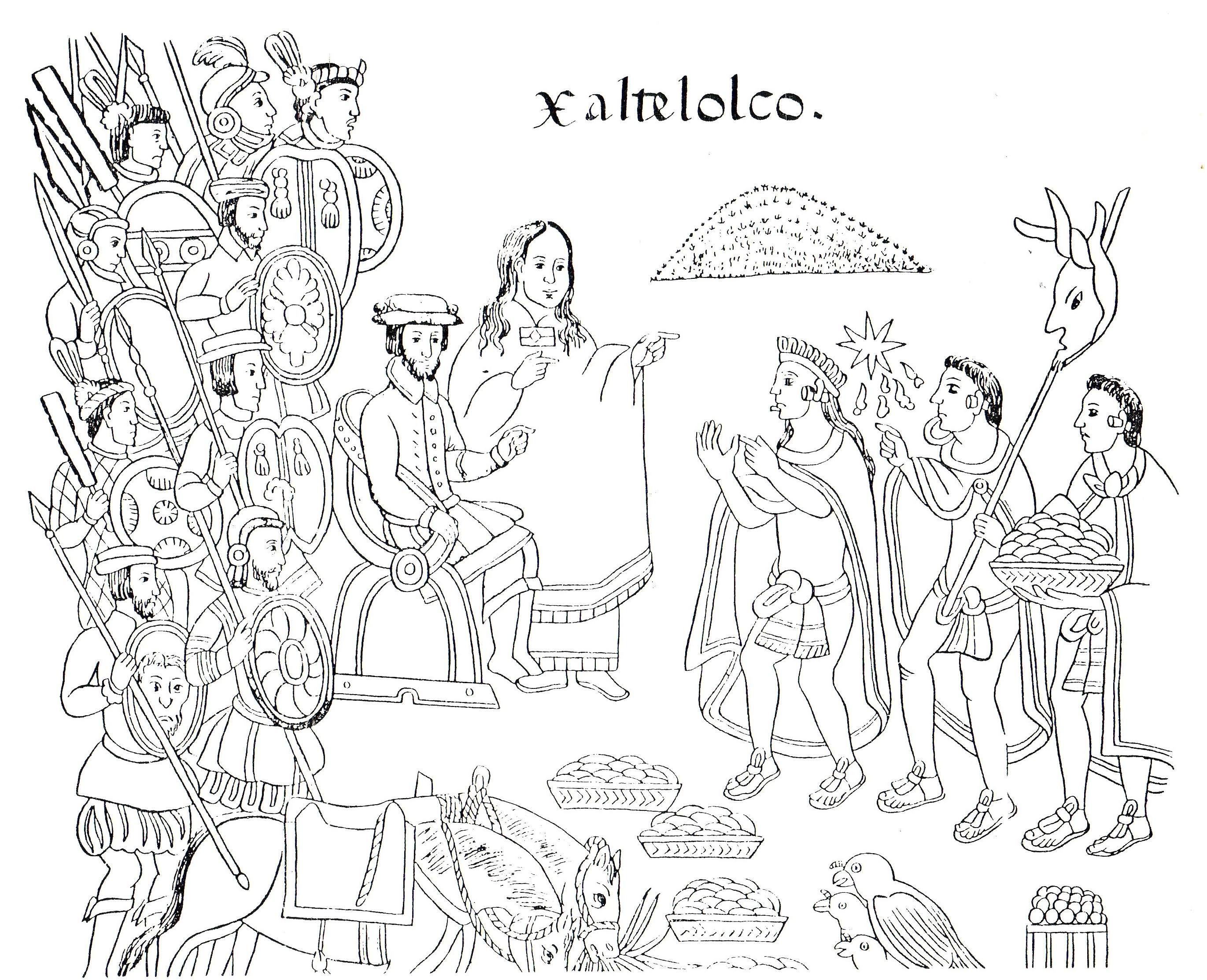
La Malinche und Hernán Cortés

La Malinche (* um 1505 nahe Coatzacoalcos; † um 1529 in Tenochtitlan), im Nahuatl Malintzin oder Malinalli genannt, von den Spaniern auf den Namen Marina getauft und danach Doña Marina genannt, spielte als Dolmetscherin und spätere Geliebte des Konquistadors Hernán Cortés eine bedeutende Rolle während dessen Eroberungsfeldzuges gegen die Azteken. Auch Cortés selbst wurde „Malinche“ genannt, etwa von Moctezuma.

## Name

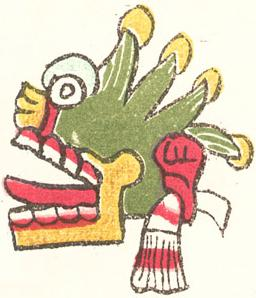
Codex Magliabechiano: Der Name Malinalli in der Bilderschrift der Azteken

Die spanischen Chronisten erwähnen ihren Nahuatl-Namen nicht, in mündlichen Überlieferungen wird sie zumeist Malintzin bzw. Malinalli genannt. Das deutet darauf hin, dass sie, wie bei den Azteken üblich, bei der Geburt den Namen des Tages, an dem sie auf die Welt gekommen war, erhielt. Malinalli ist im 260-tägigen Ritualkalender tonalpohualli die zwölfte der zwanzig „Wochen“ (es gab diesen „Heiligen Kalender“ verzahnt mit dem am Umlauf der Sonne orientierten xiuhpohualli mit 360 Tagen bei den meisten mesoamerikanischen Völkern). Diesem auch als Tageszeichen bekannten „Wochennamen“ wurde jeweils noch die Tageszahl (in der Reihenfolge von 1 bis 13) vorangestellt, also etwa: Ce Malinalli („Eins Gras“).
Es ist nicht bekannt, ob die einheimische Bevölkerung ihr das Suffix -tzin zugebilligt hat, bevor oder nachdem sie Cortés geschenkt wurde. Es drückt Hochachtung, Wertschätzung sowie Ehrfurcht aus und taucht häufig im Zusammenhang mit Göttern und Adligen auf, z. B. Tonantzin („Unsere verehrte Mutter“, Beiname der Erdgöttin Coatlicue); Topiltzin („Unser verehrter Fürst“, Titel des Priesterfürsten Quetzalcoatl  von Tula); Matlalcihuatzin (Name der Mutter von Nezahualcóyotl, Dichter und Herrscher von Texcoco).
Bei den Spaniern hieß sie nur Doña Marina, und auch Hernán Cortés nannte sie in seinen Briefen an Kaiser Karl V. nie anders. Üblicherweise wurde bei der Taufe von Indianern deren ursprünglicher Name nicht berücksichtigt, hier mag aber angesichts ihrer herausgehobenen Stellung der ähnliche Klang eine Rolle gespielt haben.

## Leben

### Sklavin
Malinche wurde im Jahr 1505 in der Nähe von Coatzacoalcos (an der Golfküste des Isthmus von Tehuantepec) geboren, wo ihre Eltern, die dem Nahua-Adel zugerechnet werden, als Kaziken über Painala und weitere Ortschaften geherrscht haben sollen.
Schon im Kindesalter verlief Malinches Leben tragisch. Nachdem ihr Vater gestorben war, heiratete ihre Mutter erneut und bekam einen Sohn. Wahrscheinlich wollte Malinches Mutter ihrem Sohn anstelle der erstgeborenen Malinche das Anrecht auf das Erbe der Familie sichern, deshalb wurde das Mädchen von ihrer Mutter an Maya-Sklavenhändler aus dem weiter östlich gelegenen Xicalango verkauft. Die Mutter verbreitete das Gerücht, dass ihre Tochter gestorben sei. Später muss Malinche weiter nach Tabasco verkauft oder verschleppt worden sein. Von Malinches Zeit in Tabasco ist nichts bekannt.
Nachdem die von Cortés befehligte Expedition 1519 in Tabasco an Land gegangen war, wurden die Spanier von den Maya angegriffen, die den Konquistadoren nach einem heftigen Kampf unterlagen. Die Besiegten schenkten Cortés daraufhin am 15. März 1519 als Zeichen der Ehrerbietung neben einigen Kostbarkeiten zwanzig Sklavinnen. Unter diesen befand sich Malinche.
Nachdem man den Sklavinnen die Grundsätze der christlichen Religion erklärt hatte, wurden sie getauft und erhielten spanische Namen. Malinche wurde von nun an Doña Marina genannt. Die Stadt Tabasco erhielt im Rahmen dieser Feierlichkeiten den neuen Namen Santa Maria de la Victoria. Nach der Taufe wurden die Sklavinnen an die spanischen Offiziere verteilt. Cortés gab Malinche an Alonso Hernández Portocarrero.

### Dolmetscherin von Hernán Cortés
Auf der Insel Cozumel war die spanische Expedition zuvor auf Gerónimo de Aguilar getroffen, einen Spanier, der acht Jahre als Sklave in Maya-Gefangenschaft gelebt hatte. Er diente Cortés zunächst als dessen einziger Dolmetscher. Als die Konquistadoren das Herrschaftsgebiet der Azteken betraten, wo man im Gegensatz zu den Maya Nahuatl sprach, wurden seine Dienste wertlos. In dieser Zeit erfuhr Cortés, dass Malinche sowohl Nahuatl beherrschte – vermutlich ihre Muttersprache – als auch die Sprache der Maya, deren Sklavin sie lange gewesen war. Mit Malinches Hilfe ließ sich die Kommunikation mit den Azteken und ihren Vasallen sicherstellen. Wichtig war auch, dass Malinche die Denkweise der Völker in Mesoamerika sowie ihre jeweiligen Beziehungen zueinander kannte. Sie übersetzte die Worte von Cortés und ergänzte sie oft mit eigenen, hinzugefügten Erklärungen. Wenn Cortés mit seiner Expedition in der Folgezeit auf Azteken oder andere Nahuatl sprechende Völker traf, übersetzte Malinche das Nahuatl aztekischer oder tlaxcaltekischer Gesandter zunächst in die Maya-Sprache und Aguilar übersetzte dies schließlich ins Spanische. Bald lernte Malinche selbst Spanisch, und die Dienste Aguilars in dieser komplizierten Kommunikationskette wurden überflüssig.
Als Dolmetscherin war Malinche immer in der Nähe von Hernán Cortés. Vermutlich war sie ab dem Sommer 1519 auch seine Geliebte. Der Konquistador wurde von den Indigenen schon bald Capitán Malinche genannt – Capitán, weil sie ihn als ihren Gebieter wahrnahmen.

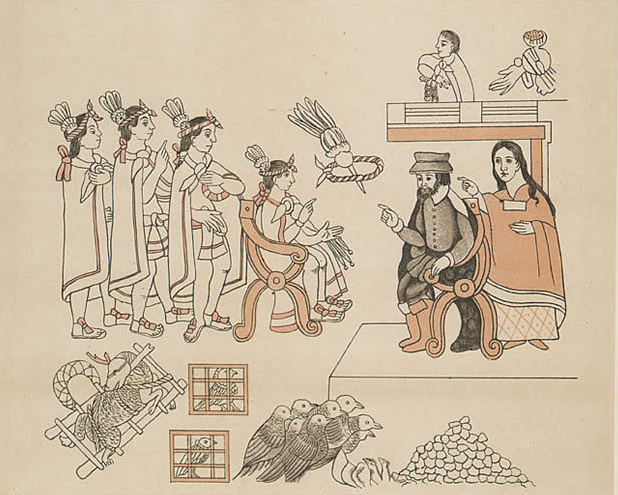
Cortés und Malinche (rechts) bei ihrer Begegnung mit Moctezuma II.

Besonders zu Beginn des Feldzuges war Malinche bei jeder Schlacht unmittelbar dabei und teilte die Todesgefahr mit den Spaniern. Als Cortés von den Tlaxcalteken angegriffen wurde, richtete sie die Männer in der Schlacht wieder auf, wenn sie den Mut verloren. Als Xicotencatl Spione in das Lager der Spanier schickte, war es Malinche, die diese Männer in der Befragung enttarnte. Darauf ließ Hernán Cortés den tlaxcaltekischen Spionen die Hände abhacken und schickte sie in diesem Zustand zurück.
Auch bei der historischen Begegnung zwischen Cortés und Moctezuma II. war es die Sklavin Malinche, die dem aztekischen Herrscher gegenüber die Stimme erhob und die Worte der Konquistadoren verkündete.
Die Relevanz von Malinche für Cortés wird deutlich in der Noche Triste. Bei der verlustreichen Flucht aus Tenochtitlán ließ er sie zusammen mit anderen Frauen von dreihundert Tlaxcalteken und dreißig Spaniern schützen. Malinche erreichte in der Vorhut als eine der ersten das rettende Ufer. Viele andere Frauen und zwei Drittel der spanischen Streitmacht verloren in dieser Nacht ihr Leben.
Durch Malinches Dolmetscherdienste gelangte Cortés an entscheidende Informationen und konnte durch diplomatisches Geschick die Kaziken von Völkern, die ursprünglich den Azteken tributpflichtig waren, als seine Verbündeten gewinnen. Schließlich entstand eine mehrheitlich aus indigenen Soldaten zusammengesetzte Streitmacht, die die aztekische Hauptstadt Tenochtitlán, das heutige Mexiko-Stadt, im August 1521 erobern konnte.
Warum Malinche den spanischen Eroberern half, ist nicht geklärt. Als mögliche Motive werden ihre Dankbarkeit für die Befreiung aus der Sklaverei, ihre Abscheu gegen die Azteken, Malinches christlicher Glaube oder ihre Liebe zu Cortés genannt. Die Erzählung vom Quetzalcoatl-Mythos, wonach die Indigenen Cortés für einen Gott bzw. Fürsten hielten, dessen Wiederkunft über das Meer prophezeit worden sein soll, gilt mittlerweile als ein von den Spaniern erfundener Geschichtsmythos und dürfte daher keine Rolle gespielt haben.
Nach dem Fall von Tenochtitlán stand Maliche Cortés noch eine Weile beratend zur Seite und begleitete ihn auch auf seinem Honduras-Feldzug. Als Cortés’ Truppen während diesem den Geburtsort von Malinche erreichten, traf sie im Jahre 1523 ihren Bruder und ihre Mutter wieder, die sie in die Sklaverei verkauft hatte. Die beiden waren zum christlichen Glauben übergetreten und nannten sich jetzt Lázaro und Marta. Malinche war zu dieser Zeit die mächtigste Frau in Neuspanien. Unter großer Angst trafen der Bruder und die Mutter sie in Painala, Malinches Geburtsort in der Nähe von Coatzacoalcos. Bei diesem Treffen fürchteten sie um ihr Leben, doch Malinche verzieh ihnen.

### Mutter und Ehefrau
Ungefähr im Jahr 1523 gebar Malinche Hernán Cortés’ ersten Sohn Martín, der jedoch von seiner Mutter getrennt aufwachsen sollte.
Am 20. Oktober 1524 heiratete Malinche Juan Xaramillo de Salvatierra, einen Offizier aus Cortés’ Umfeld, während des Honduras-Feldzugs. Nach ihrer Rückkehr lebte sie mit ihrem Mann bis zu ihrem Tod in Tenochtitlán. Mit Xaramillo de Salvatierra hatte sie ein weiteres Kind, ihre Tochter María. Aus dieser Zeit sind weniger Quellen bekannt als aus der Zeit des Feldzugs Cortés’ gegen Moctezuma. Ihr Todesjahr (vermutlich 1529) ist nicht eindeutig belegt, die Todesumstände sind unbekannt.

## Rezeption

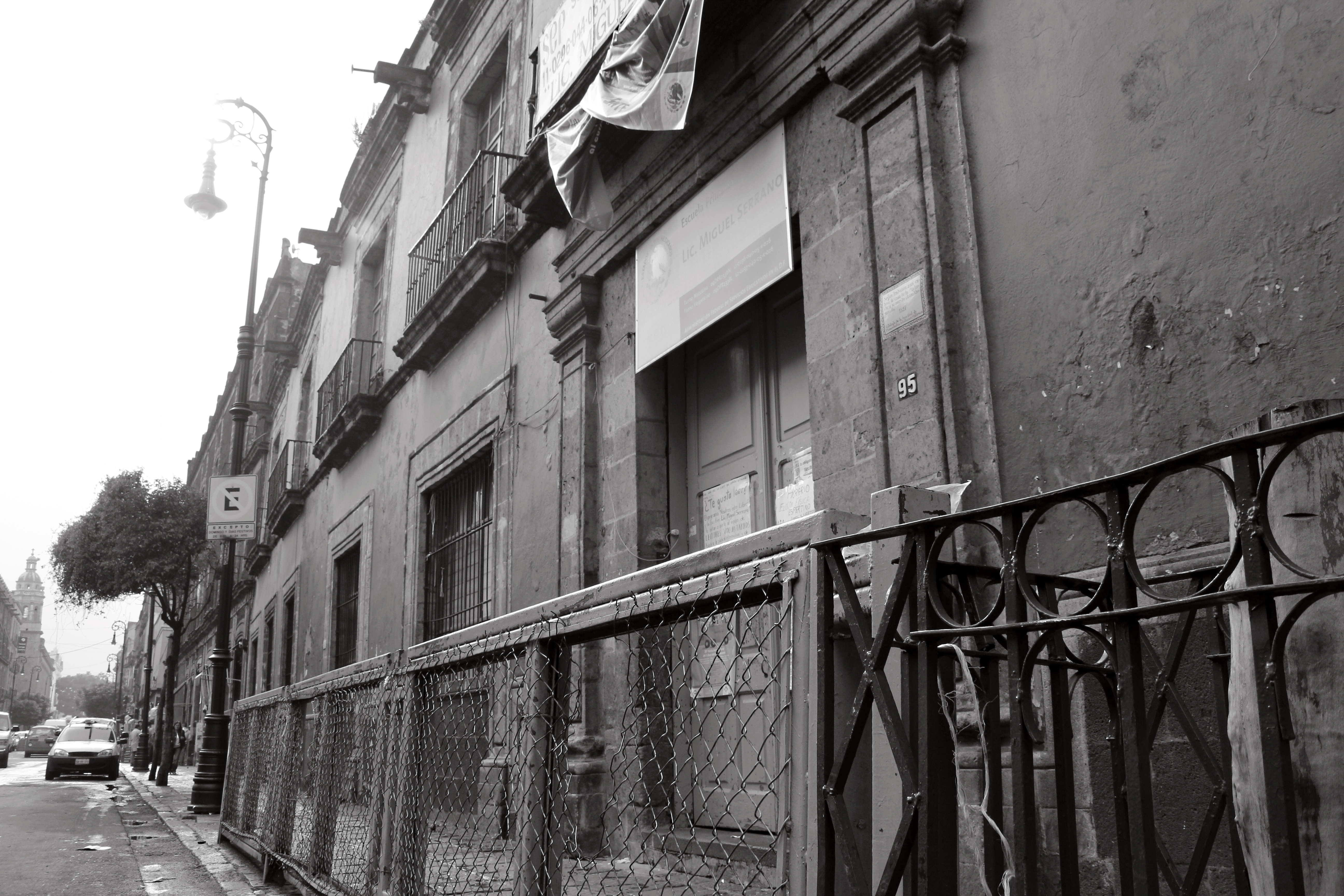
La Malinches Haus im historischen Zentrum von Mexiko-Stadt

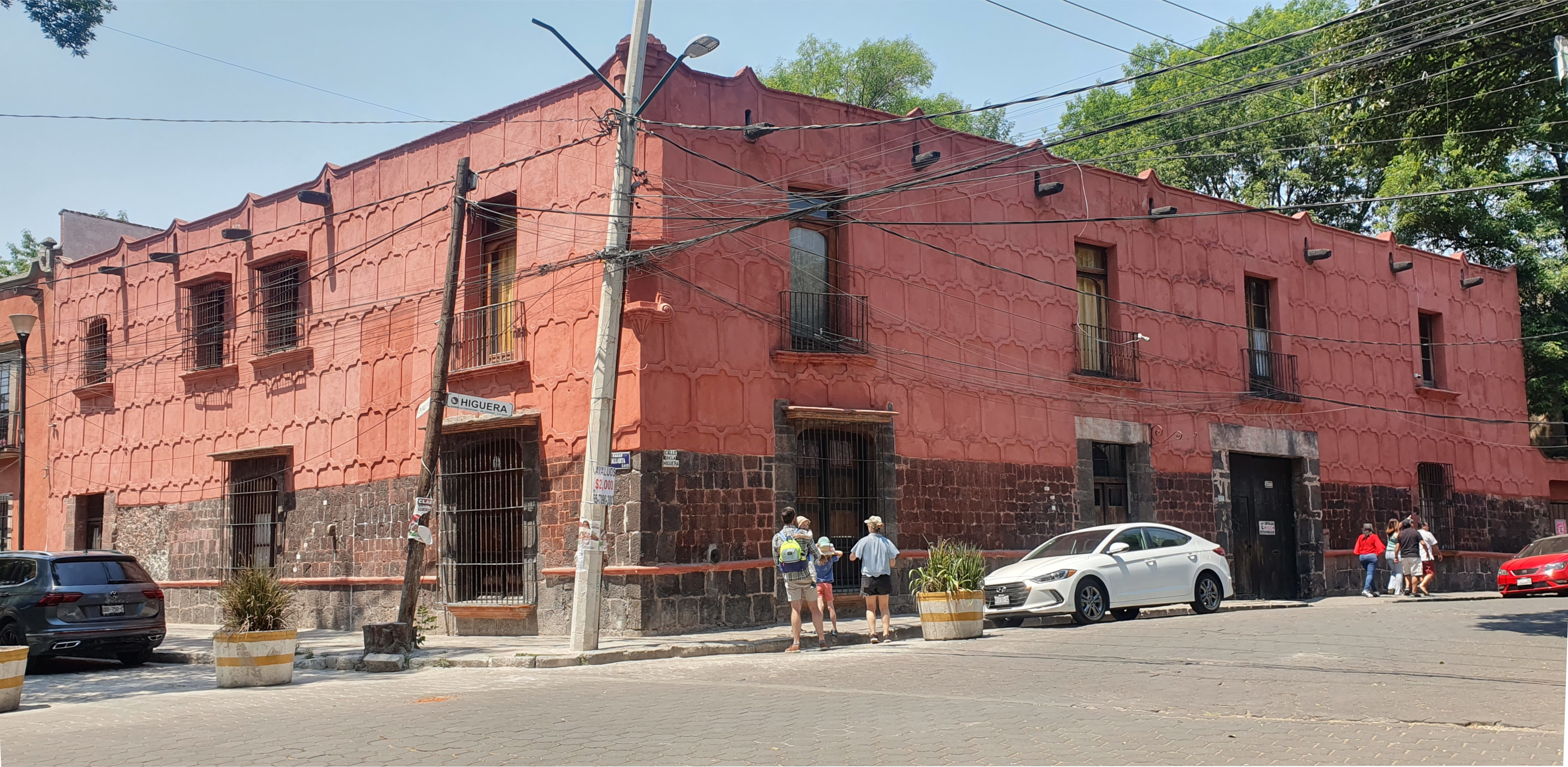
La Malinches Haus in Coyoacán

Cortés erwähnte Malinche in seinen Briefen und späteren Schriften nur flüchtig. Die wesentliche Quelle für die Biographie Malinches bis zur Eroberung Tenochtitláns ist der Bericht, den Bernal Díaz del Castillo, ein Soldat Cortés’, in seiner Geschichte der Eroberung Mexikos niederschrieb. Ihre Bedeutung für die Spanier beschrieb er mit den Worten: „Diese Frau war ein entscheidendes Werkzeug bei unseren Entdeckungsfahrten. Vieles haben wir nur mit Gottes Beistand und ihrer Hilfe vollbringen können. Ohne sie hätten wir die mexikanische Sprache nicht verstanden, zahlreiche Unternehmungen hätten wir ohne sie einfach nicht durchführen können.“
Die von La Malinche bewohnten Häuser in der calle Higuera Nr. 57 des Barrio La Concepción von Coyoacán, und in der calle República de Cuba Nr. 95 im historischen Zentrum der mexikanischen Hauptstadt, sind noch immer erhalten und gelten als Kulturgüter.
Im heutigen Mexiko genießt Malinche eine sehr geteilte Wertschätzung, manche sehen in ihr sogar eine der umstrittensten Frauen der Weltgeschichte. Während die nach der Eroberung verfassten aztekischen und tlaxkaltekischen Chroniken noch ein positives Bild von Malinche zeichneten, steht seit dem Aufkommen des mexikanischen Nationalismus im 19. Jahrhundert der Begriff malinchismo für den Verrat am eigenen Volk. Andere Mexikaner sehen in ihr, die fälschlicherweise als Mutter des ersten Mestizen bezeichnet wird, eine Art Mutter der Nation (die Mestizen stellen heute die Mehrheit der mexikanischen Bevölkerung dar). Beide Haltungen sind sicher als moderne Sichtweisen zu bewerten, die eine mexikanische Nation voraussetzen oder auch deren Besonderheit durch die Abgrenzung vom Land der Konquistadoren betonen wollen; eine Nation also, wie sie zumindest zur Zeit Malinches nicht existierte.
Malinches schillernder Lebenslauf ließ sie in Folklore und Legenden Mexikos eingehen. So führen viele Orte Mexikos jährliche Malinche-Tänze auf; auch die Figur der la llorona (der Weinenden), deren Geist ruhelos in den Straßen von Mexiko-Stadt umherirrt und um ihre Kinder weint, wird häufig mit Malinche verbunden.
Malinches Namen trägt auch der Vulkan Malinche an der Grenze der Bundesstaaten Tlaxcala und Puebla, einer der höchsten Berge Mexikos.